# Thisted Kommune
|  | For Thisted Kommune før kommunalreformen i 2007, se Thisted Kommune (1970-2006). |
Thisted Kommune er en kommune i Region Nordjylland efter Kommunalreformen i 2007.
Thisted Kommune opstod ved sammenlægning af:
- Hanstholm Kommune.
- Thisted Kommune (1970-2006).
- Sydthy Kommune.

## Byer i kommunen
| Kommunens største byer |               |                   |
| Nr                     | By            | Indbyggere (2025) |
| 1                      | Thisted       | 13.505            |
| 2                      | Hurup         | 2.657             |
| 3                      | Hanstholm     | 2.050             |
| 4                      | Klitmøller    | 1.277             |
| 5                      | Nors          | 1.110             |
| 6                      | Snedsted      | 1.109             |
| 7                      | Sennels       | 969               |
| 8                      | Sjørring      | 724               |
| 9                      | Koldby        | 719               |
| 10                     | Bedsted       | 698               |
| 11                     | Frøstrup      | 594               |
| 12                     | Nørre Vorupør | 591               |
| 13                     | Vestervig     | 561               |
| 14                     | Østerild      | 510               |
| 15                     | Ræhr          | 478               |
| 16                     | Hundborg      | 420               |
| 17                     | Vilsund Vest  | 390               |
| 18                     | Hillerslev    | 361               |
| 19                     | Agger         | 356               |
| 20                     | Sundby Thy    | 314               |
| 21                     | Vesløs        | 302               |
| 22                     | Ydby          | 246               |

## Politik

### Valgresultater efter år
| 11 |  | 3 |  |  |  | 9 |

| 22 | 5 |

| 10 | 4 | 2 | 2 | 9 |

| 21 | 6 |

| 10 | 2 | 4 | 10 |  |

| 23 | 4 |

| 9 | 5 |  |  | 3 | 6 |  |  |

| 22 | 5 |

| 9 | 6 |  |  |  | 7 |  |  |

| 21 | 6 |

| 10 | 4 |  |  |  | 6 |  |  | 2 |

| 21 | 6 |

### Nuværende byråd
| Navn                                    | Parti                                    |
| --------------------------------------- | ---------------------------------------- |
| Ulla Alma Vestergaard                   | Socialdemokratiet - 9 mandater           |
| Ida Pedersen                            | Socialdemokratiet - 9 mandater           |
| Mette Kjærulff                          | Socialdemokratiet - 9 mandater           |
| Peter Skriver Nielsen                   | Socialdemokratiet - 9 mandater           |
| Jane Kær Rishøj                         | Socialdemokratiet - 9 mandater           |
| Henning Holm                            | Socialdemokratiet - 9 mandater           |
| Peter Uno Harthin Andersen              | Socialdemokratiet - 9 mandater           |
| Jan Fink Mejlgaard                      | Socialdemokratiet - 9 mandater           |
| Claus Nybo                              | Socialdemokratiet - 9 mandater           |
| Niels Jørgen Toft Pedersen (Borgmester) | Venstre - 7 mandater                     |
| Peter Østergaard Larsen                 | Venstre - 7 mandater                     |
| Susanne Olander                         | Venstre - 7 mandater                     |
| Henrik Gregersen                        | Venstre - 7 mandater                     |
| Preben Dahlgaard                        | Venstre - 7 mandater                     |
| Kenneth Skaarup Bjerregaard             | Venstre - 7 mandater                     |
| Kristian Tilsted                        | Venstre - 7 mandater                     |
| Jens Kristian Yde                       | Det Konservative Folkeparti - 6 mandater |
| Torben Kirk Overgaard                   | Det Konservative Folkeparti - 6 mandater |
| Lene Brix Kjelgaard Jensen              | Det Konservative Folkeparti - 6 mandater |
| Peter Sørensen                          | Det Konservative Folkeparti - 6 mandater |
| Per Buchbjerg Skovmose                  | Det Konservative Folkeparti - 6 mandater |
| Jørgen Munk Andersen                    | Det Konservative Folkeparti - 6 mandater |
| Jens Otto Madsen                        | Enhedslisten - 1 mandat                  |
| Ib Poulsen                              | Dansk Folkeparti - 1 mandat              |
| Brian Nielsen                           | Nye Borgerlige - 1 mandat                |
| Morten Bo Bertelsen                     | Socialistisk Folkeparti - 1 mandat       |
| Joachim Plaetner Kjeldsen               | Alternativet - 1 mandat                  |

| Navn                 | Skiftet fra                 | Skiftet til       | Dato              |
| -------------------- | --------------------------- | ----------------- | ----------------- |
| Susanne Olander      | Venstre                     | Socialdemokratiet | 24. november 2023 |
| Peter Sørensen       | Det Konservative Folkeparti | Løsgænger         | 30. april 2024    |
| Jørgen Munk Andersen | Det Konservative Folkeparti | Løsgænger         | 30. april 2024    |

| Udtrådt                | Indtrådt        | Parti                       | Dato              |
| ---------------------- | --------------- | --------------------------- | ----------------- |
| Per Buchbjerg Skovmose | Alex Piet Klein | Det Konservative Folkeparti | 26. december 2022 |

### Byråd 2018-2022
| Navn                          | Parti                          |
| ----------------------------- | ------------------------------ |
| Ulla Vestergaard (Borgmester) | Socialdemokratiet - 9 mandater |
| Ida Pedersen                  | Socialdemokratiet - 9 mandater |
| Mette Kjærulff                | Socialdemokratiet - 9 mandater |
| Henning Holm                  | Socialdemokratiet - 9 mandater |
| Peter Skriver Nielsen         | Socialdemokratiet - 9 mandater |
| Jane Rishøj                   | Socialdemokratiet - 9 mandater |
| Peter Uno Andersen            | Socialdemokratiet - 9 mandater |
| Preben Holler                 | Socialdemokratiet - 9 mandater |
| Preben Dahlgaard              | Socialdemokratiet - 9 mandater |
| Niels Jørgen Pedersen         | Venstre - 6 mandater           |
| Søren Kanne Zohnesen          | Venstre - 6 mandater           |
| Peter Larsen                  | Venstre - 6 mandater           |
| Kristian Tilsted              | Venstre - 6 mandater           |
| Henrik Gregersen              | Venstre - 6 mandater           |
| Esben Oddershede              | Venstre - 6 mandater           |
| Lene Kjelgaard Jensen         | Konservative - 5 mandater      |
| Jens Kr. Yde                  | Konservative - 5 mandater      |
| Torben Overgaard              | Konservative - 5 mandater      |
| Per Skovmose                  | Konservative - 5 mandater      |
| Jørgen Andersen               | Konservative - 5 mandater      |
| Ib Poulsen                    | Dansk Folkeparti - 3 mandater  |
| Peter Sørensen                | Dansk Folkeparti - 3 mandater  |
| Kaj Kirk                      | Dansk Folkeparti - 3 mandater  |
| Morten Bo Bertelsen           | SF - 1 mandat                  |
| Jens Otto Madsen              | Enhedslisten - 1 mandat        |
| Casper Søe-Larsen             | Liberal Alliance - 1 mandat    |
| Joachim Plaetner Kjeldsen     | Alternativet - 1 mandat        |

| Navn           | Skiftet fra      | Skiftet til | Dato           |
| -------------- | ---------------- | ----------- | -------------- |
| Kaj Kirk       | Dansk Folkeparti | Løsgænger   | 12. marts 2020 |
| Peter Sørensen | Dansk Folkeparti | Løsgænger   | 13. marts 2020 |

### Borgmestre
Den 15. november 2005 blev kommunalbestyrelsen valgt med Socialdemokraten Erik Hove Olesen som formand for sammenlægningsudvalget/kommende borgmester.
| Navn                  | Parti                                                     | Periode                            |
| --------------------- | --------------------------------------------------------- | ---------------------------------- |
| Erik Hove Olesen      | Socialdemokraterne                                        | 1. januar 2007 - 31. december 2009 |
| Lene Kjelgaard Jensen | Venstre - siden 8. juni 2017: Det Konservative Folkeparti | 1. januar 2010 - 31. december 2017 |
| Ulla Vestergaard      | Socialdemokratiet                                         | 1. januar 2018 -                   |

## "Danmarks førende Klimakommune"
Thisted Kommune markedsfører sig som Danmarks førende klimakommune. Udgangspunktet i denne markedsføring er modtagelsen af den Europæiske Solpris i 2007, hvor organisationen bag Solprisen, Eurosolar, lagde vægt på, at Thisted Kommune var den kommune i Europa med mest vedvarende energi set i forhold til indbyggertal. Kommunen opgiver selv, at 85 % af den offentlige varme kommer fra vedvarende energi, og at der produceres mere el fra vedvarende kilder, end der forbruges. For at sætte fokus på den vedvarende energi og de storslåede naturoplevelser, man kan opleve i kommunen, er der oprettet hjemmesiden Den Grønne Tråd Arkiveret 18. august 2012 hos  Wayback Machine. Her kan læseren løbende få information om natur og energi i Thisted Kommune.